# Смоляник
Смоляник (лат. Saphanus Audinet-Serville, 1834) — рід жуків з родини Скрипунових. 
Смоляник в Україні представлений єдиним родом і видом — Смоляник чорний (Saphanus piceus (Laicharting, 1784)).

## Розмаїття
До роду Смоляник залічують такі види:
1. Saphanus kadleci Rapuzzi & Sama, 2014
2. Смоляник чорний — Saphanus piceus (Laicharting, 1784)